# Salmon Hill
Salmon Hill är en kulle i Antarktis. Den ligger i Östantarktis. Nya Zeeland gör anspråk på området. Toppen på Salmon Hill är 927 meter över havet.
Terrängen runt Salmon Hill är huvudsakligen kuperad, men söderut är den bergig. Trakten är obefolkad. Det finns inga samhällen i närheten. 